# Янги
Янги (аккад. 𒅀𒀭𒄀, Ia-an-gi) — ассирийский царь. Годы и подробности жизни неизвестны, ориентировочно это может быть между 2600 и 2200 годами до н. э. Упоминается в так называемом «Ассирийском царском списке» в качестве пятого правителя и в списке «Царей, живших в шатрах» в качестве третьего правителя Ассирии. В обоих списках предшествующий Янги правитель именуется Адаму (Адам-у), следующий за ним — Сахламу (Сахлам-у).